# A la derecha de la cruz
«A la derecha de la cruz» es el segundo tema del LP El engaño, el tema número 20 de Congelando el tiempo y la 22ª canción de Dame tu voz, todas de la banda de hardcore melódico Shaila. Además es el primer videoclip de la banda.

## Significado
El tema critica tres elementos: los dictadores militares, los estadounidenses/ingleses y la Iglesia católica.
Con respecto al primero, es obvio. La canción se refiere a ellos como "El monstruo armado", "Patriotas", "Asesino uniformado" y "Nuevo cruzado redentor de la vieja virtud".
Respecto al capitalismo dice "Orden y progreso grita la moral del capitalismo en su paz global (refiriéndose a que se habla del orden y del progreso pero no de la gente) mientras se baña en sangre al financiar el genocidio de la libertad (hablando sobre la financiación de los Estados Unidos a las dictaduras latinas para frenar el comunismo)" y "Hacia el sur se financia desde el norte con la luz" refiriéndose a lo mismo.

## Video
El videoclip representa simplemente un concierto punk donde están todos apretados, saltando y empujándose, y lanzándose desde el escenario.
- Datos: Q5654311